# Байтогас
Байтога́с (каз. Байтоғас) — село у складі Тарбагатайського району Східноказахстанської області Казахстану. Входить до складу Тугильської селищної адміністрації.
Населення — 530 осіб (2021; 562 у 2009, 484 у 1999, 485 у 1989).
Національний склад станом на 1989 рік:
- казахи — 100 %

У радянські часи село називалось також Байтугас.